# Bagawat
Bagawat is een bestuurslaag in het regentschap Kuningan van de provincie West-Java, Indonesië. Bagawat telt 1320 inwoners (volkstelling 2010).